# Gladiolus mirus
Gladiolus mirus är en irisväxtart som beskrevs av Vaupel. Gladiolus mirus ingår i släktet sabelliljor, och familjen irisväxter. Inga underarter finns listade i Catalogue of Life.